# Dziewczyny z St. Trinian
Dziewczyny z St. Trinian (ang. St. Trinian's) – brytyjski film komediowy.
W rolach głównych zagrali Rupert Everett, Gemma Arterton oraz Colin Firth. W filmie gościnnie wystąpiły członkinie grupy Girls Aloud: Cheryl Cole, Nicola Roberts, Nadine Coyle, Kimberley Walsh i Sarah Harding śpiewając "St. Trinian's Theme". Światowa premiera filmu miała miejsce 10 grudnia 2007 roku w Londynie. W Polsce film w kinach od 5 września 2008 roku.

## Fabuła
Akcja filmu rozpoczyna się, kiedy do St. Trinian’s (dość mocno anarchicznej szkoły dla „trudnych” dziewcząt) trafia cicha i nieśmiała Annabelle Fritton (Talulah Riley), bratanica dyrektorki Panny Fritton (Rupert Everett). Pierwszego dnia Annabelle poznaje Kelly (Gemma Arterton) „head girl” (prefekta szkoły).
Kilka dni później St. Trinian’s rozgrywa mecz hokeja na trawie z dawną szkołą Annabelle Cheltenham Ladies' College. Kapitanem tej drużyny jest agresywnie grająca Verity Thwaites (Lucy Punch), która jest również córką ministra edukacji (Colin Firth). Podczas meczu minister Jeffery Thwaites ukradkiem zwiedza szkołę i zauważa w niej szereg nieprawidłowości. 

Kilka dni później dzięki systemowi kamer założonych przez uczennice dowiadują się one, że szkoła z powodu ogromnego długu może zostać zamknięta. Aby uratować szkołę dziewczyny decydują się na kradzież „Dziewczyny z Perłą” z National Art Gallery w Londynie. W kradzieży ma im pomóc zamieszanie związane z odbywającym się tam konkursem dla szkół: „School Challenge”.

## Obsada
| Actress/Actor                          | Role                                     |
| -------------------------------------- | ---------------------------------------- |
| Rupert Everett                         | Miss Camilla Fritton and Carnaby Fritton |
| Colin Firth                            | Geoffrey Thwaites                        |
| Russell Brand                          | Flash Harry                              |
| Lena Headey                            | Miss Dickinson                           |
| Gemma Arterton                         | Kelly                                    |
| Jonathan Bailey                        | Caspar                                   |
| Tamsin Egerton                         | Chelsea                                  |
| Lily Cole                              | Polly                                    |
| Jodie Whittaker                        | Beverly                                  |
| Antonia Bernath                        | Chloe                                    |
| Paloma Faith                           | Andrea                                   |
| Stephen Fry                            | Himself                                  |
| Anna Chancellor                        | Miss Bagstock                            |
| Fenella Woolgar                        | Miss Cleaver                             |
| Celia Imrie                            | Matron                                   |
| Caterina Murino                        | Miss Maupassant                          |
| Lucy Punch                             | Verity Thwaites                          |
| Talulah Riley                          | Annabelle Fritton                        |
| Toby Jones                             | Bursar                                   |
| Juno Temple                            | Celia                                    |
| Kathryn Drysdale                       | Taylor                                   |
| Amara Karan                            | Peaches                                  |
| Holly Mackie                           | Tara                                     |
| Cloe Mackie                            | Tania                                    |
| Tereza Srbova                          | Anoushka                                 |
| Cheryl Cole, member of Girls Aloud     | St Trinian schoolgirl (cameo)            |
| Nadine Coyle, member of Girls Aloud    | St Trinian schoolgirl (cameo)            |
| Sarah Harding, member of Girls Aloud   | St Trinian schoolgirl (cameo)            |
| Nicola Roberts, member of Girls Aloud  | St Trinian schoolgirl (cameo)            |
| Kimberley Walsh, member of Girls Aloud | St Trinian schoolgirl (cameo)            |
| Steve Furst                            | Bank Manager                             |
| Jeremy Thompson                        | Sky News Presenter                       |
| Zöe Salmon                             | St Trinian Schoolgirl Emo (cameo)        |
| Mischa Barton                          | JJ French                                |